# فرج‌الله صداقت
فرج‌الله صداقت معاون مدیر کل در اداره کل زندان‌های استان تهران می‌باشد. پیش از انتصاب فرج‌الله صداقت به معاونت مدیر کل در اداره کل زندان‌های استان تهران، وی از فروردین ماه ۱۳۸۶ تا اواخر مهرماه ۱۳۸۹ ریاست زندان اوین را بر عهده داشته‌است. فرج‌الله صداقت سوابقی چون معاون قضائی اداره کل زندان‌های استان تهران، ریاست زندان قزل‌حصار، ریاست زندان قصر را نیز در کارنامه خود دارد. ۱۳ آوریل ۲۰۱۱ اتحادیه اروپا وی را به دلیل نقشی که در نقض گسترده و شدید حقوق شهروندان ایرانی داشته، تحریم کرد.

## بدرفتاری با زندانیان سیاسی
به گفته برخی زندانیان سیاسی و منابع، فرج‌الله صداقت در زمان ریاست زندان اوین، زندانیان سیاسی و به ویژه زندانیان سیاسی بند ۳۵۰ اوین را تحت فشار قرار داده‌است. از جمله این موارد می‌توان از حوادث مرتبط به اعتصاب غذای ۱۷ تن از زندانیان سیاسی بند ۳۵۰ اوین در مرداد ۱۳۸۹ یاد کرد.

## دستگیری برادر فرج‌الله صداقت
در آذر ۱۳۸۹، برادر فرج‌الله صداقت به جرم قاچاق و توزیع مواد مخدر در زندان اوین دستگیر شد. پیش از دستگیری وی، خانواده زندانیان سیاسی با اشاره به ممنوعیت ورود کتاب به دستور فرج‌الله صداقت، از ورود علنی مواد مخدر به بند ۳۵۰ ابراز نگرانی کرده بودند و خواستار توجه مقامات قضایی به ویژه دادستان تهران شده بودند.

## تحریم اتحادیه اروپا
اتحادیه اروپا طی تصمیم مورخ مورخ ۲۳ فروردین ۱۳۹۰ (۱۳ آوریل ۲۰۱۱)، ۳۲ مقام ایرانی از جمله فرج‌الله صداقت را به دلیل نقشی که در نقض گسترده و شدید حقوق شهروندان ایرانی داشته‌اند، از ورود به کشورهای این اتحادیه محروم کرد. کلیه دارایی‌های این مقامات نیز در اروپا توقیف خواهد شد.

## موارد نقض حقوق بشر
بر اساس بیانیه اتحادیه اروپا، در زمان ریاست فرج‌الله صداقت بر زندان اوین، زندانیان تحت شکنجه قرار می‌گرفتند. او در موارد متعدد زندانیان را تهدید کرده و تحت فشار گذاشته‌است.